# Curt Lahs

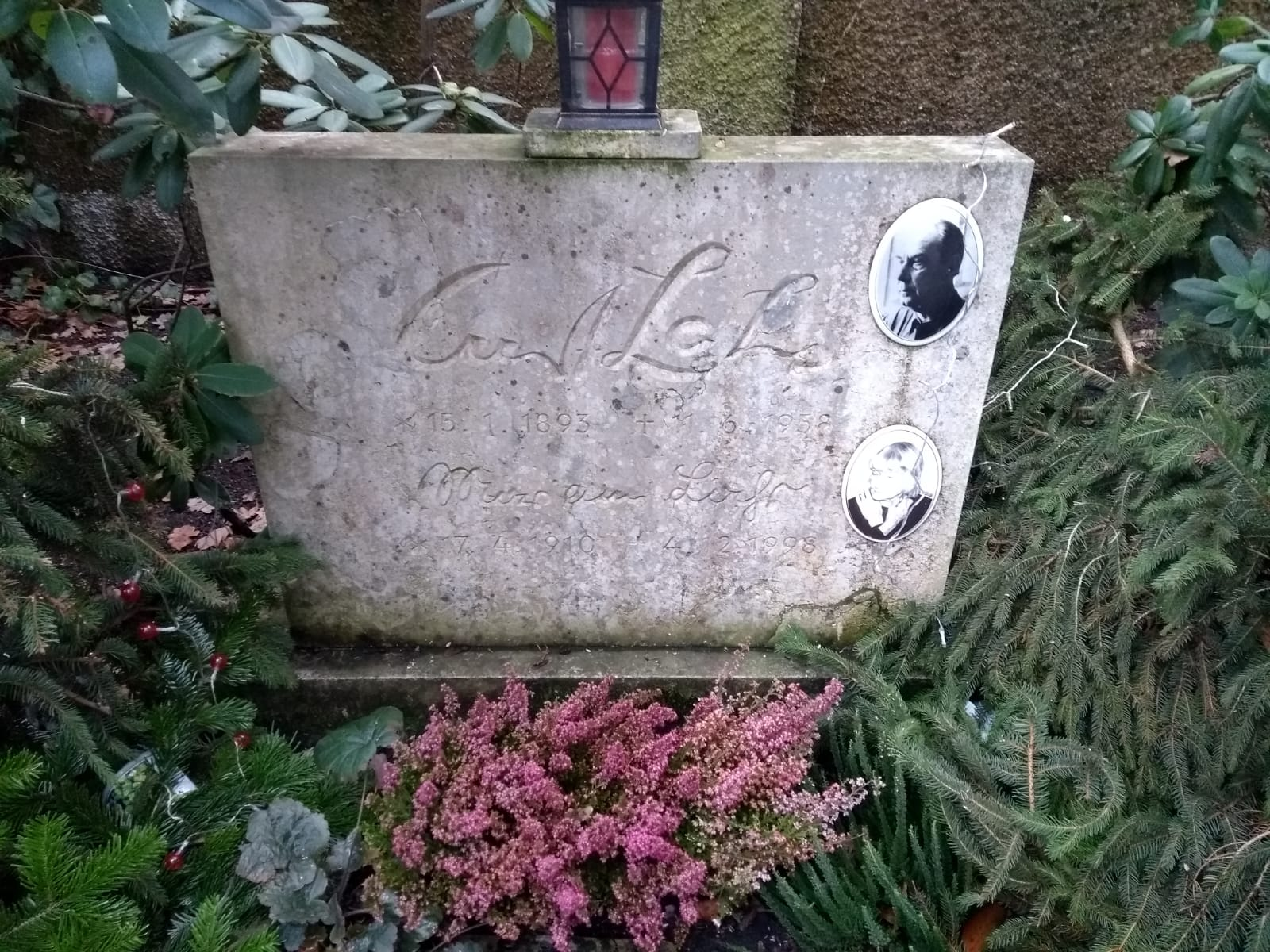
Grabstein von Curt Lahs und seiner Frau Marianne auf dem Friedhof Zehlendorf in Berlin

Curt Lahs (* 15. Januar 1893 in Düsseldorf; † 11. Juni 1958 in Berlin) war ein deutscher Maler.

## Leben
1919 hatte Lahs eine Kollektivausstellung in der Galerie Flechtheim, Düsseldorf, und hatte eine Ausstellung bei „Mutter Ey“. Ab 1921 war er Mitglied der Gruppe Das Junge Rheinland.  1928 wurde er Lehrer an der Volkshochschule Düsseldorf. Er ging nach Kolumbien, wo er in Medellin Professor und Direktor an der Academia de pintura y escultura des Instituto Bellas Artes wurde. 1930 ging er zurück nach Deutschland und übernahm eine Professur an der Staatlichen Kunstschule Berlin, die er drei Jahre lang innehalten sollte. Eine seiner Schülerinnen war Annelotte Spieß. Dann wurde er wegen antifaschistischer Betätigung und als „entarteter Künstler“ seines Lehrauftrags enthoben.
1937 wurden im Rahmen der der deutschlandweiten konzertierten Aktion „Entartete Kunst“ einige seiner Werke aus Museen und öffentlichen Sammlungen beschlagnahmt, einige wurden vernichtet.
Seit dem gleichen Jahr hatte er Kollektivausstellungen in Frankreich, Jugoslawien und Italien. Diese Ausstellungsphase endete 1943, als er zum Reichsarbeitsdienst einberufen wurde. Von 1944  bis 1945 nahm Lahs als Soldat der Wehrmacht am Zweiten Weltkrieg teil.
1945 nahm er an Kollektivausstellungen in Berlin teil, u. a. in der Galerie Gerd Rosen und der Galerie Bremer.
Ab 1947 lebte er als freischaffender Künstler in Quedlinburg, und von 1947 bis 1949 war er Lektor an der Pädagogischen Fakultät der Universität Halle. Im Folgejahr berief ihn die Hochschule für Bildende Künste in Berlin zum Professor. Zu seinen Studenten gehörte dort der Künstler Karl-Heinz Herrfurth. Ein weiteres Jahr später verließ Lahs die Universität Halle.
Curt Lahs war Mitglied im Deutschen Künstlerbund. Er war u. a. 1946/1947 in der Ausstellung „Mitteldeutsche Kunst“ im Museum der bildenden Künste Leipzig mit zehn Pastellen vertreten.

## Auszeichnungen
- 1952: Preis auf der Kunstausstellung Eisen und Stahl, Düsseldorf
- 1954: Großer Kunstpreis Berlin

## Werke (Auswahl)

### 1937 als „entartet“ requirierte Werke
- Grüne Harmonie (Aquarell; Kunstsammlung der Stadt Düsseldorf; zerstört)[3]
- Waldlandschaft (Tafelbild, Öl, um 1928; Kunstsammlung der Stadt Düsseldorf; zerstört)[3]
- Landschaft mit Brücke (Zeichnung; Kunstsammlung der Stadt Düsseldorf)[3]
- Dorfkirche (Pastell; Kunstsammlung der Stadt Düsseldorf)[3]
- Sonne im Wald (Aquarell; Museum für Kunst und Kunstgewerbe Stettin; zerstört)[3]

### Weitere Werke (Auswahl)
- Landschaftliches: Golden (Tafelbild, Tempera, 1950; im Bestand der Nationalgalerie Berlin)[4]
- Tanz (Zyklus von Pastellen)[5]

## Postume Ausstellungen
- 1998: Kunstverein „Talstrasse“, Halle (Saale): Verfemte Formalisten. Kunst aus Halle/Saale 1945 bis 1963

- 2021: Salongalerie Die Möwe, Berlin: FarbFormFantasien (mit Erwin Hahs, Gerhart Hein, Erich Franke und Heinrich Wildemann)

- 2023–2024: Kunstverein „Talstrasse“, Halle (Saale): Die Kraft der Melancholie. Alexander Camaro und Seelenverwandte. (mit Alexander Camaro, Werner Heldt, Karl Hofer, Hermann Bachmann, Horst Strempel und anderen)